# Kryterium Scitovsky'ego
Kryterium Scitovsky'ego - istniejące w teorii ekonomii założenie, według którego zysk jest zjawiskiem dobrym, jeśli suma zysków osób fizycznych i prawnych jest większa niż suma strat.

## Przykład
Korzystając z tej teorii, można zauważyć, że jeśli przedsiębiorcy, wraz z wejściem Polski do Unii Europejskiej, musieli dostosowując swe zakłady produkcyjne do norm zachodnich wydać 10 mln złotych, natomiast w ramach pomocy bezpośredniej polscy rolnicy uzyskali netto 11 mln złotych, to jest to zysk według Scitovsky'ego. Mimo iż zarówno koszty, jak i zyski skoncentrowane są w innych grupach, to istotna z punktu widzenia Scitovsky'ego była suma powyższych wartości dla danej populacji.